# Isaac Titsingh
Isaac Titsingh (Ámsterdam, 10 de enero de 1745 - París, 2 de febrero de 1812) fue un destacado cirujano, erudito, agente comercial y embajador neerlandés durante la segunda mitad del Siglo XVIII.
Titsingh desarrolló una extensa carrera en el este de Asia, como funcionario de la Compañía Holandesa de las Indias Orientales (la Vereenigde Oostindische Compagne o VOC). Él representó en forma oficial exclusiva a la compañía comercial en sus contactos con Tokugawa en Japón. Isaac viajó a Edo dos veces para tener audiencias con el shōgun y otros altos funcionarios del bakufu. Posteriormente, fue el Gobernador-General de la VOC en Chinsura, Bengala. Titsingh trabajó con su homólogo, Charles Cornwallis, que era Gobernador-General de la Compañía Británica de las Indias Orientales (la English East India Company). En 1795, Titsingh representó los intereses neerlandeses y de la VOC en China, donde su recepción en la corte del emperador Qianlong (conocido antes como Chien-lung) marcó un fuerte contraste con la frialdad y rechazo mostrado al embajador de Inglaterra previo a las celebraciones por los sesenta años de reinado de Qianlong. En China, Titsingh realizó una tarea muy eficaz tanto como embajador de su país, como también en su rol de representante comercial de la VOC.

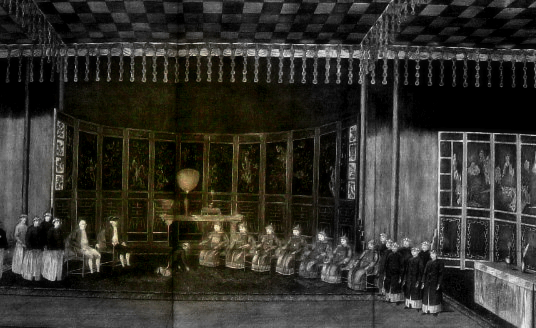
Titsingh en la corte del emperador Qianlong.

Los restos de Titsingh descansan en el cementerio del Père-Lachaise en París.

## Biografía

### Japón, 1779-1784

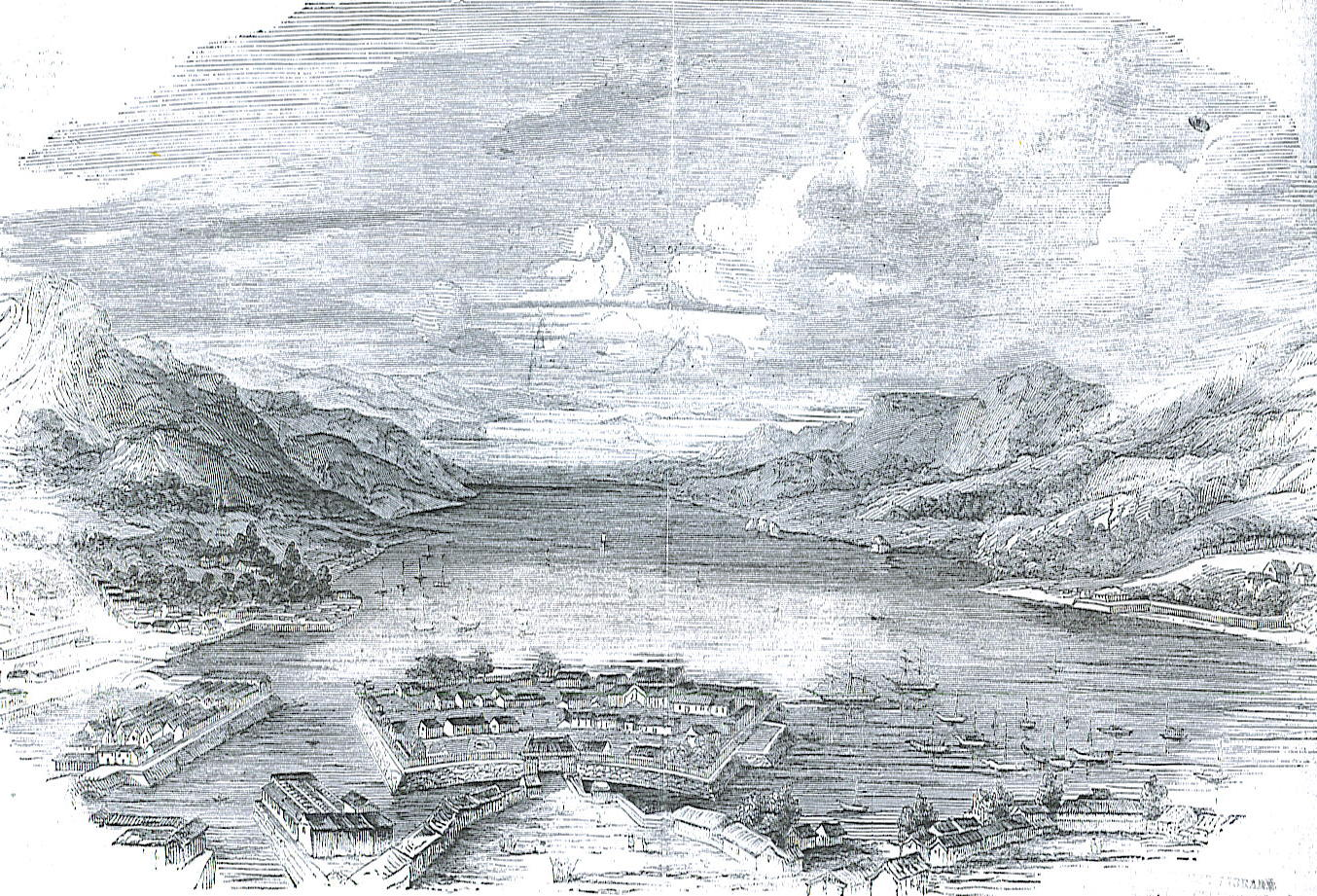
"Nagasaki y su bahía, Japón -- El único puerto abierto al comercio con el extranjero" (Ilustración del London News, del 26 de marzo de 1853).

Titsingh fue el Opperhoofd o agente comercial de la VOC en Japón en los períodos 1779-1780, 1781-1783 y en 1784. La importancia de este puesto en Japón durante este período cobra especial trascendencia dado el aislamiento autoimpuesto del país.
A causa del proselitismo desarrollado por misioneros religiosos en años previos, durante este período no se permitía la entrada o salida de ciudadanos japoneses o europeos del archipiélago japonés, exponiéndose aquel que violara esta ley a la pena de muerte. La única excepción a esta política de "puertas cerradas," era la "fáctoria" o puesto comercial de la VOC en la isla de Dejima en la bahía de Nagasaki en la isla japonesa de Kyūshū. En este entorno controlado, los comerciantes de la VOC eran la única conexión oficial para el comercio e intercambios científicos y culturales. Al agente de la VOC se le otorgaba nominalmente un estatus similar al de un daimyō japonés durante la visita anual obligatoria que debía realizar al shōgun en Edo. En estas raras oportunidades los contactos informales de Titsingh con oficiales del bakufu y estudiosos rangaku en Edo pueden haber sido tan importantes como sus audiencias formales con el shōgun, Tokugawa Ieharu.

### India, 1785-1792
En 1785, Titsingh fue designado director del puesto comercial de la VOC en Chinsura, Bengala. Chinsura se encuentra río arriba de Calcuta sobre el río Hooghly, un brazo del Ganges. Titsingh disfrutó la vida intelectual de la comunidad europea. William Jones, el jurista y filólogo bengalí bautizó a Titsingh con el mote de "el Mandarín de Chinsura".

### Batavia, 1792-1793
Titsingh regresó a Batavia (actualmente Yakarta, capital de Indonesia) inicialmente con el cargo de Ontvanger-Generaal (Tesorero) y posteriormente Commissaris ter Zee (Comisionado marítimo).

### China, 1794-1795
Titsingh fue designado como embajador holandés en la corte del emperador de China para las celebraciones con motivo del sexagésimo aniversario del reinado del emperador Qianlong. En Pekín, la delegación encabezada por Titsingh incluía a Andreas Everardus van Braam Houckgeest y Chrétien-Louis-Joseph de Guignes, quienes luego realizaron relatos elogiosos de esta embajada a la corte china, en periódicos de Europa y Norteamérica. 
El duro viaje de Titsingh en medio del invierno desde Cantón hasta Pekín le permitió ver partes de la China que habían sido inaccesibles hasta entonces para los europeos. Su grupo llegó a Pekín a tiempo para las celebraciones. Titsingh y su delegación fueron recibidos con un respeto y honores inusitados que excedían los usuales según los estándares chinos, primero fueron a la Ciudad prohibida, y luego al Yuang ming yuan (el Antiguo Palacio de Verano). A diferencia de la infructuosa embajada británica del año anterior encabezada por Lord George Macartney, Titsingh se esforzó especialmente en satisfacer y acomodarse a los requerimientos de la compleja etiqueta de la corte imperial, incluido el reverenciar al Emperador. Ni los chinos ni los europeos imaginaron que esta sería la última aparición de un embajador europeo en la corte imperial hasta las guerras del Opio durante el siglo siguiente.

### Retorno a Europa, 1796-1812

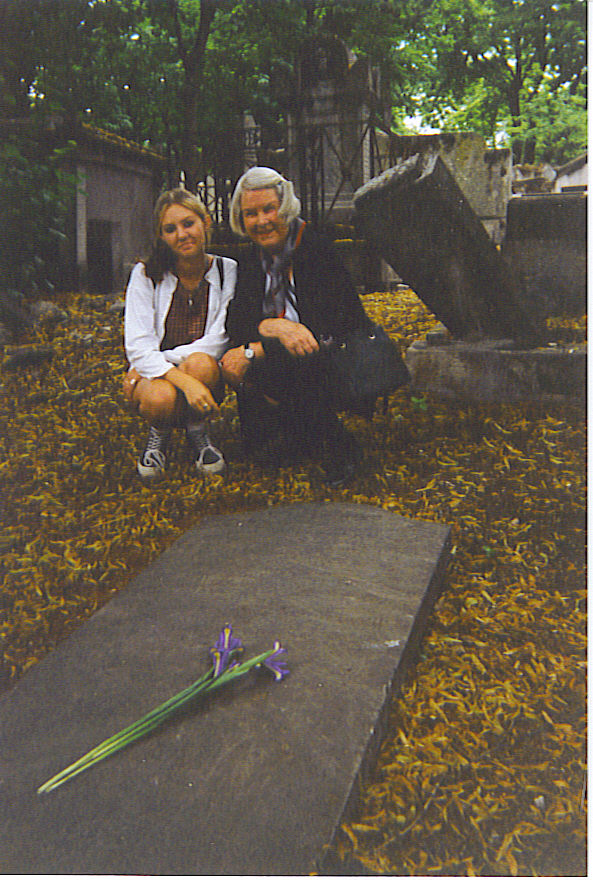
Tumba de Titsingh en París, en la actualidad.

Después de su vuelta al continente europeo, Titsingh murió en París el 2 de febrero de 1812 y fue enterrado en el Cementerio del Père-Lachaise. En su tumba puede leerse: "Ici repose Isaac Titsingh. Ancien conseiller des Indes hollandaises. Ambassadeur à la Chine et au Japon. Mort à Paris le 2 Février 1812, agé de 68 ans." [Aquí reposa Isaac Titsingh. Antiguo consejero de la Compañía holandesa de las Indias Orientales. Embajador en China y en Japón. Fallecido en París el 2 de febrero de 1812, a la edad de 68 años.]
La biblioteca de Titsingh, así como su colección personal de arte y material científico se dispersó tras su fallecimiento; Algunas piezas entraron a formar parte de la colección del Estado francés. Entre los libros japoneses que había traído a Europa, se encontraba una copia del Sangoku Tsūran Zusetsu (三国通覧図説 , Una Descripción ilustrada de Tres países?), un ejemplar que se trataba de una copia realizada por Hayashi Shihei (1738–93). Este libro, que había sido publicado en Japón hacia 1785, se trataba de una serie de descripciones sobre Chosen (actual Corea), el Reino de Ryukyu (Okinawa) y Ezo (Hokkaido, entonces independiente del Japón). En el París de entonces, esta obra representaba la primera referencia conocida en Europa sobre el han'gŭl, el alfabeto nativo coreano. Después de la muerte de Titsingh, el ejemplar original impreso y su copia traducida serían adquiridas por Jean-Pierre Abel-Rémusat en el Collège de France. Buena parte de los trabajos de Titsingh serían publicados por Julius Klaproth hacia 1832, según la versión original que se había traducido.

## Legado

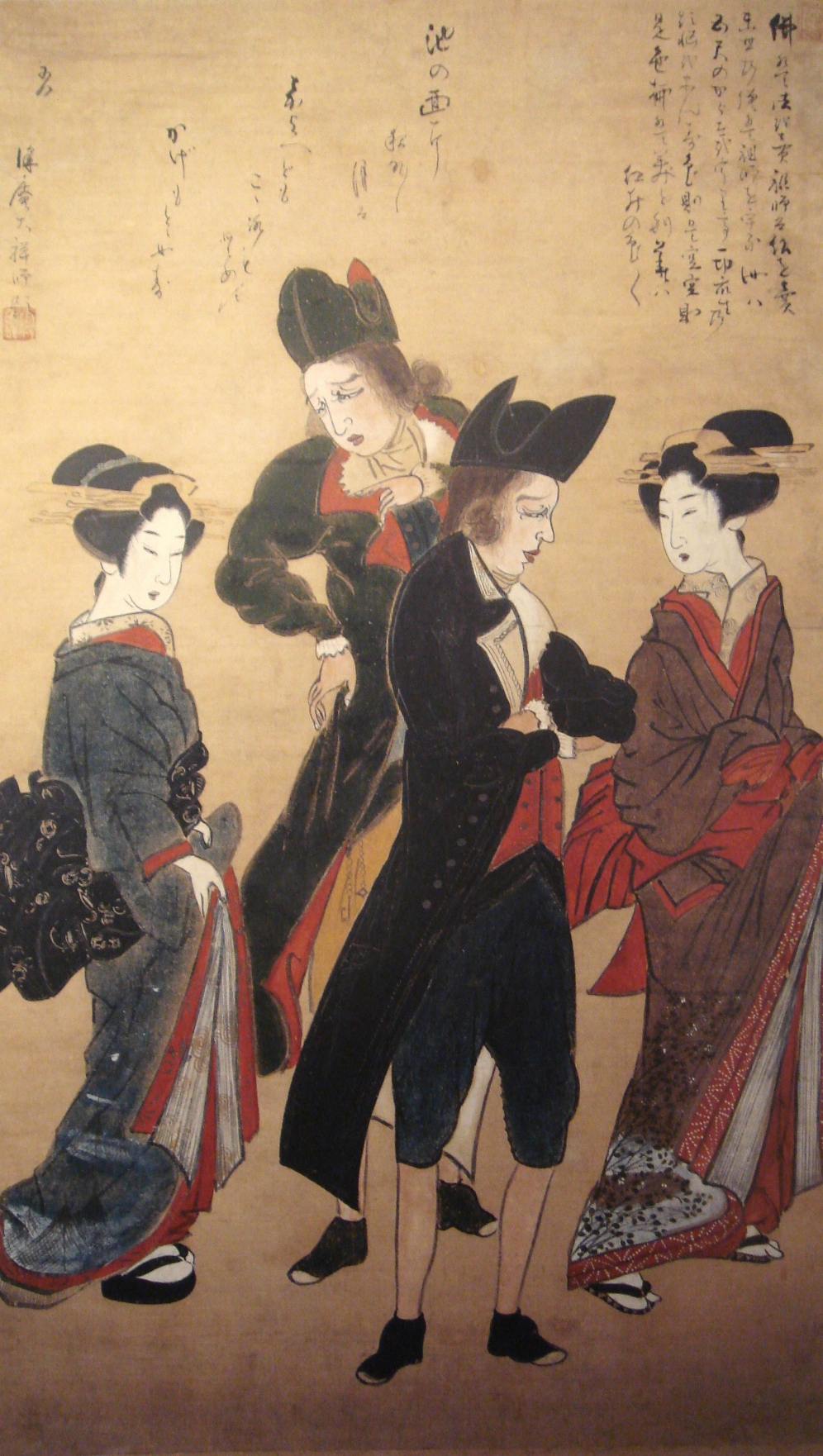
Neerlandeses y cortesanas japonesas en Nagasaki, hacia 1800.

Las experiencias y la investigación de estudiante de Titsingh de la herencia en Japón fueron la génesis para los libros publicados después de su muerte:
- Titsingh, Mémoires et Anecdotes sur la Dynastie régnante des Djogouns, Souverains du Japon, avec la description des fêtes et cérémonies observées aux différentes époques de l'année à la Cour de ces Princes, et un appendice contenant des détails sur la poésie des Japonais, leur manière de diviser l'année, etc.; Ouvrage orné de Planches gravées et coloriées, tiré des Originaux Japonais par M. Titsingh; publié avec des Notes et Eclaircissemens Par M. Abel Rémusat. Paris (Nepveu), 1820.

- Titsingh, Illustrations of Japan; consisting of Private Memoirs and Anecdotes of the reigning dynasty of The Djogouns, or Sovereigns of Japan; a description of the Feasts and Ceremonies observed throughout the year at their Court; and of the Ceremonies customary at Marriages and Funerals: to which are subjoined, observations on the legal suicide of the Japanese, remarks on their their poetry, an explanation of their mode of reckoning time, particulars respecting the Dosia powder, the preface of a work by Confoutzee on filial piety, &c. &c. por M. Titsingh, antiguo Agente comercial de la Compañía holandesa de las Indias Orientales en Nangasaki. Tradudcido del francés por Frederic Shoberl, con ilustraciones coloreadas fiel copia de los diseños originales japoneses. Londres (Ackermann), 1822.

- Titsingh, Isaac. (1834). [Siyun-sai Rin-siyo/Hayashi Gahō, 1652]. Nipon o daï itsi ran [Nihon Odai Ichiran]; ou, Annales des empereurs du Japon, tr. par M. Isaac Titsingh avec l'aide de plusieurs interprètes attachés au comptoir hollandais de Nangasaki; ouvrage re., complété et cor. sur l'original japonais-chinois, accompagné de notes et précédé d'un Aperçu d'histoire mythologique du Japon, par M. J. Klaproth. Paris: Royal Asiatic Society, Oriental Translation Fund of Great Britain and Ireland.- Dos ejemplares digitalizados de esta extraña obra se encuentran disponibles actualmente.